# Rio delle Burchielle

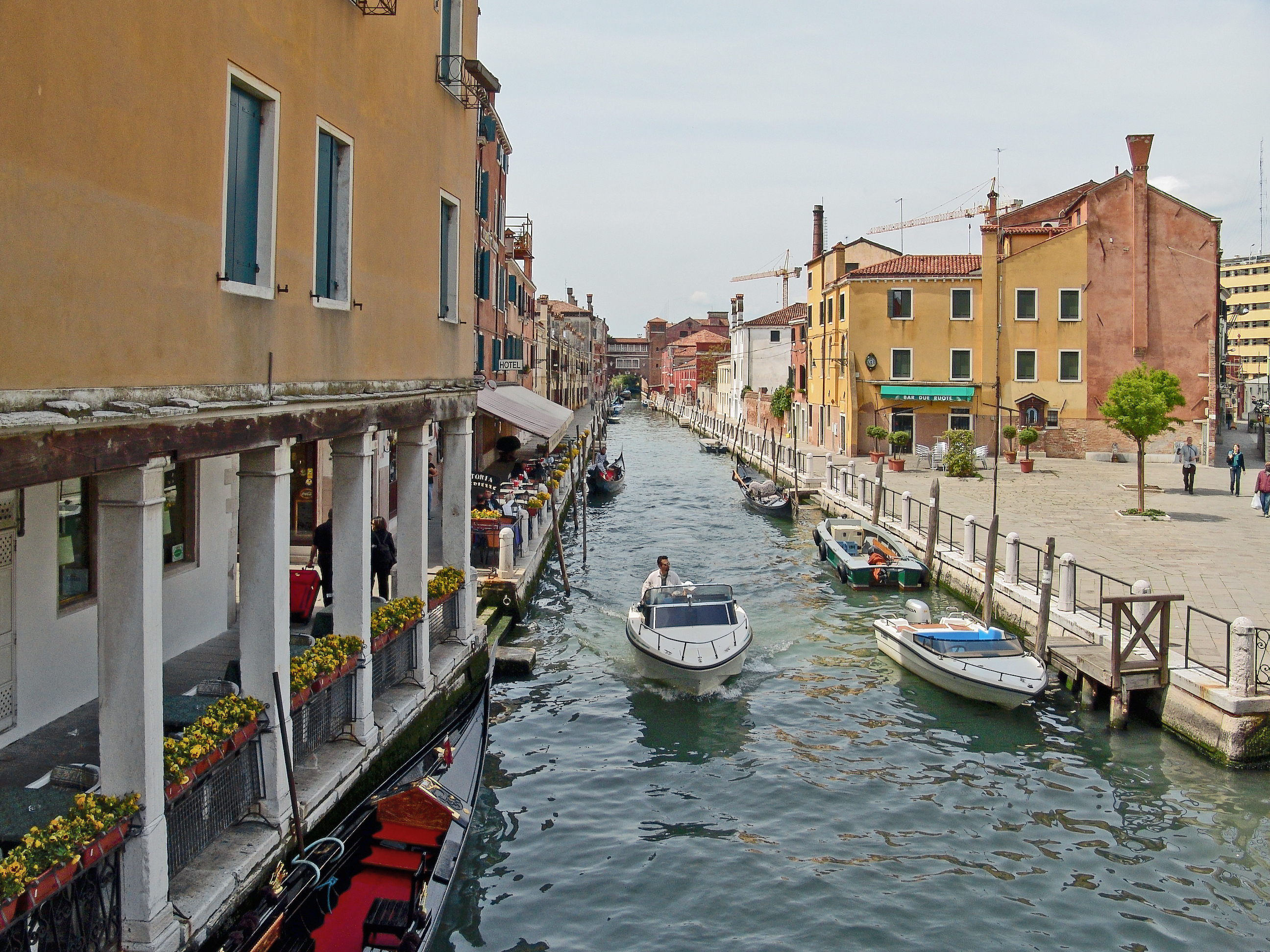
Le rio de le Burchiele

Le rio delle Burchielle (en vénitien rio de le Burchiele ; « canal des barques ») est un canal de Venise dans le sestiere de Santa Croce. 

## Description
Le rio de le Burchiele a une longueur de 320 mètres. Il raccorde le rio de Santa Marta vers l'est au rio Novo.

## L'art des Burchieri

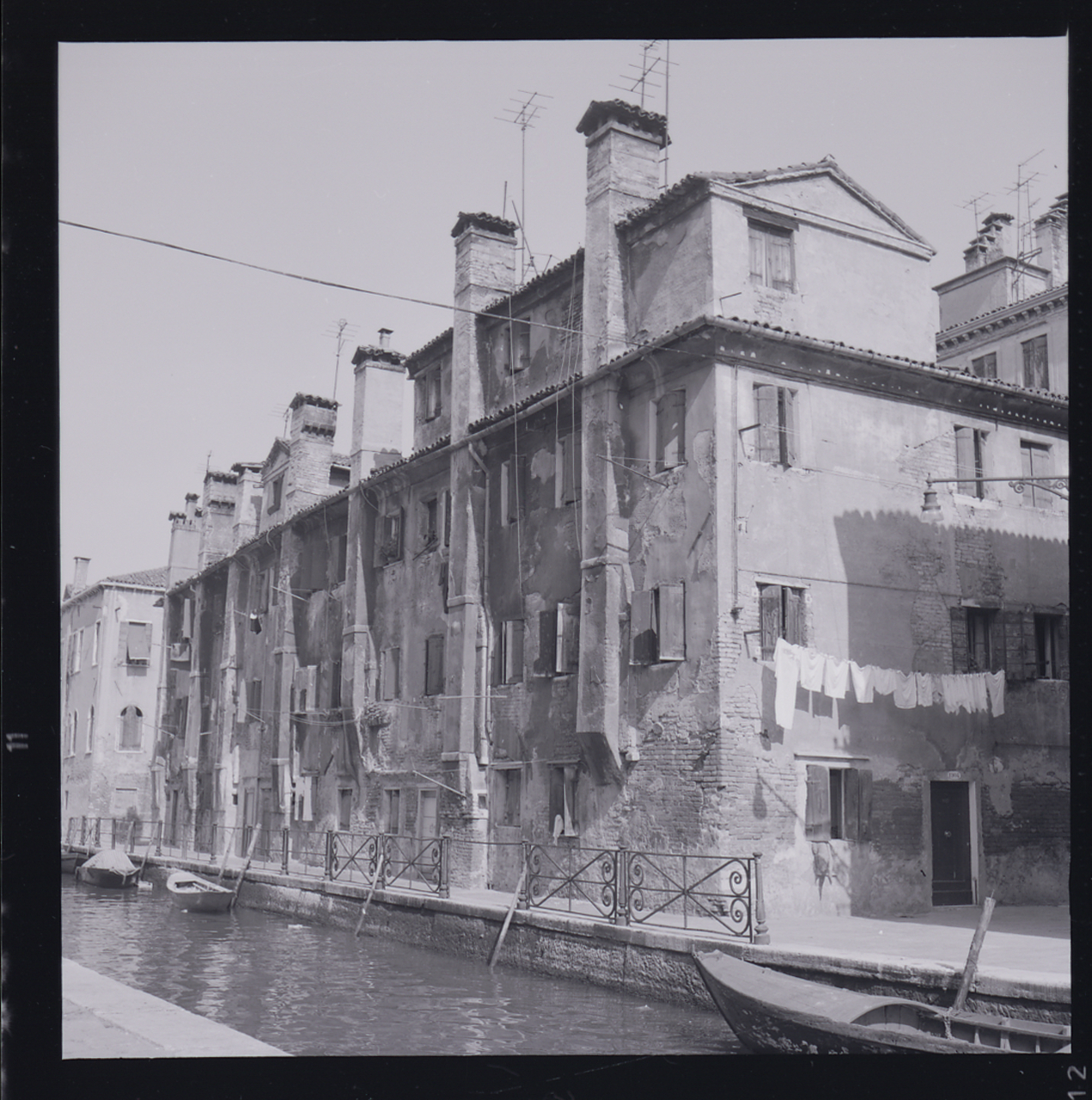
Photo par Paolo Monti.

Le nom provient des burchiele (ou burchi), barques adaptées au transport de marchandises, qui stationnèrent ici. Les artisans n'exerçaient pas leur art eux-mêmes, mais le déléguaient à des mercenaires qui recueillaient les boues, les décombres et les ordures, et les transportaient en d'autres endroits, afin que ne pas encombrer les voies navigables. Ces mercenaires logèrent souvent à bord.
- Les artisans, réunis en 1503 dans la corporation des Burceri ou Burchieri da Rovinassi e Cava Fanghi réunissaient les transporteurs de plâtras (rovinazzi), d'ordures urbaines, de boue creusée dans les canaux et dans les fosses de la ville. En 1773 la statistique dénombrait 38 capimaestri et 600 ouvriers. Ils étaient sous le patronage de l'Assomption à Sant'Andrea de la Zirada.
- L'art des Burchieri de Stiore, de Legne ou de Sabion réunissait les conducteurs des bateaux plats et larges à plat profond utilisé soit dans la navigation intérieure lagunaire ou le long du cours des fleuves. L'amarrage se faisait aux Fondamente Nove ou aux Zattere, où au-delà aux burchi de bois arrivaient aussi les radeaux (zattere) qui arrivaient via Piave de Cadore. La statistique de 1773 recensait 300 adeptes. Ils avaient comme patron Saint André[Lequel ?] et avaient leur École dans le Campo de Sant'Andrea de la Zirada proche.
- L'art des burceri casarotti instauré en 1531 réunissait des barcaroli qui transportaient le blé aux moulins (les Fontego) et qui reportaient ensuite la farine aux pistori et aux lasagneri. Ils étaient patronnés par la Sainte Marie[Lequel ?] et siégeaient à l'hôpital des Incurabili à l'autel de Santa Cristina ou à l'église San Gregorio.
- L'art des burceri da paglia, instaurée en 1529, réunissait les transporteurs de paille par burchi. Leur patron était San Zuane dans l'église San Zuane (Giudecca).
- L'art des acquaroli o burceri da acqua, instauré en 1471, réunissait les transporteurs d'eau douce. En 1773 ils étaient 18 capomaestri, 8 fils de capomaestro, 100 externes à l'art. Leur patron étaient Saint Constant et le bienheureux Pietro Anconetano à l'autel de l'église San Basegio (it).

## La Fabbrica dei Tabacchi

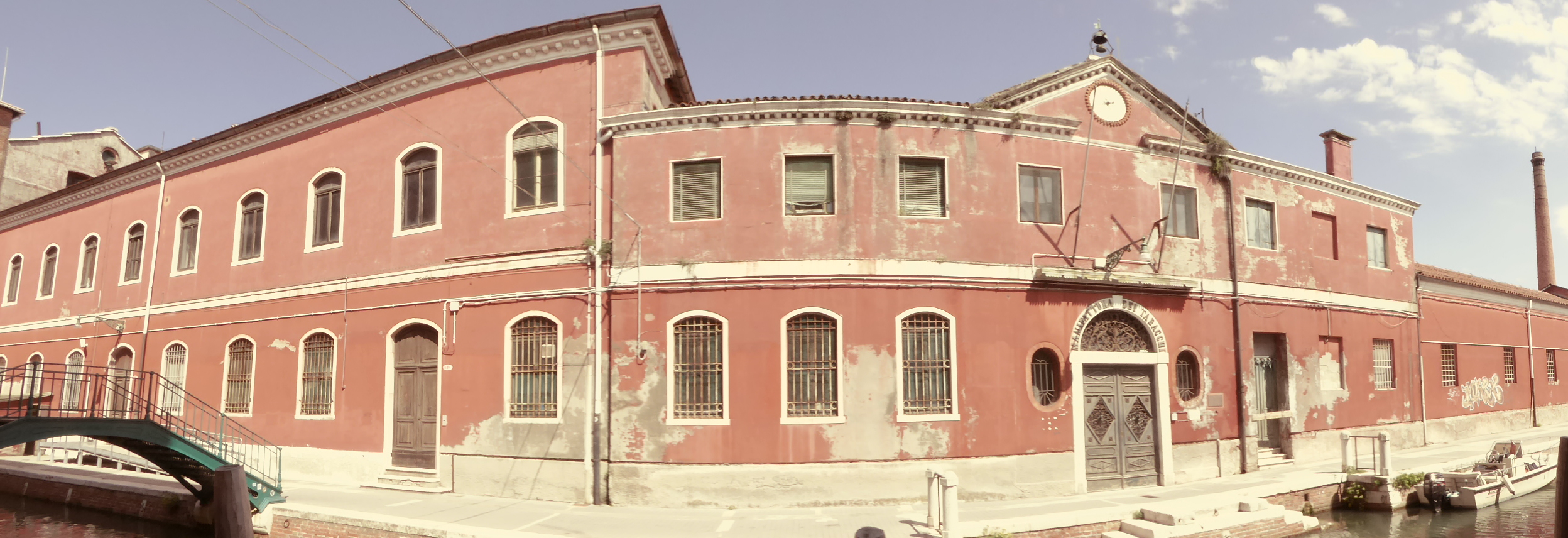
fronton de l'usine de tabac

Fondée en 1786 par Girolamo Manfrin (1742-1802), dernier entrepreneur de tabac de la république de Venise, qui possédait déjà 1 100 ha de cultures de tabac. La zone choisie était le cao (cap), extrémité ouest de la ville. Au XIVe siècle, cette zone marécageuse fut confiée à une communauté monastique fondée par quatre femmes nobles, qui y fondèrent un oratoire et un refuge pour les femmes pauvres.
Le projet de l'usine fut confié à l'architecte Bernardino Maccaruzzi, élève de Giorgio Massari (1687-1766), qui reconstruisit la façade de l'église de San Rocco et de la Scuola della Carità.
L'usine ressemblait à une villa vénitienne avec une barchesse : dans la grande cour les feuilles de tabac étaient mises à sécher et tout autour se trouvaient les salles pour les meules, les fours de séchage, les laboratoires. 

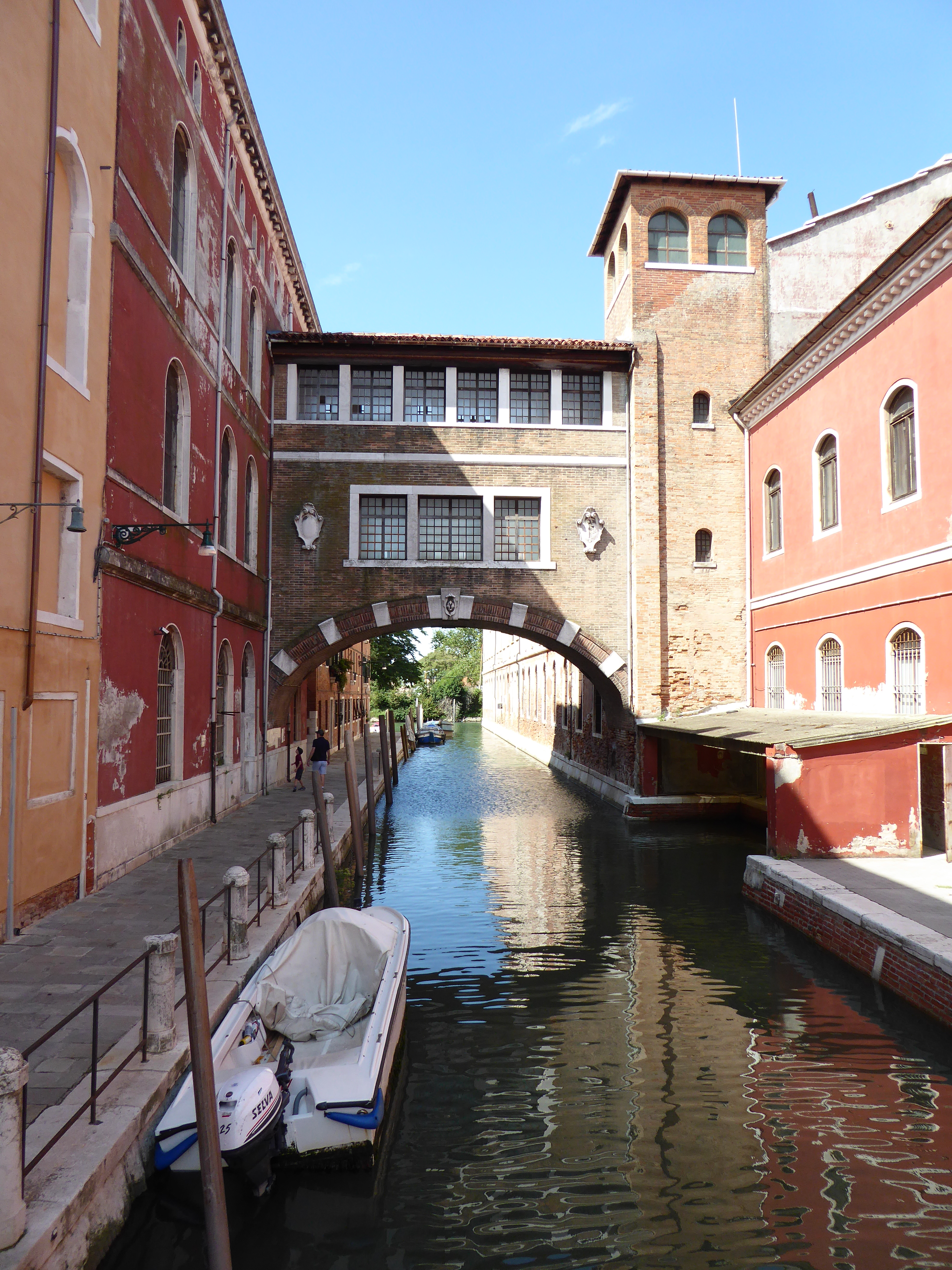
Passage aérien de l'usine

À la chute de la République, l'usine demeura active et a fut agrandie vers 1820 ; la zone de l'église Santa Maria Maggiore (Venise) (it) servant d'entrepôts et de bureaux. Le tympan au-dessus de l'entrée, l'horloge, la cloche et le passage aérien avec la loggia sur le rio de le Burchielle datent de cette époque. Avec le royaume d'Italie, l'usine passe sous Monopole d’État. En 1887, l'usine emploie 1 741 personnes, dont 1 536 femmes, les célèbres tabacchine.
Le 1er janvier 1997, les 178 ouvriers restants furent licenciés et l'usine cessa ses activités. La zone fut transformée en Pôle de Justice, regroupant les bureaux judiciaires de toute la ville. 

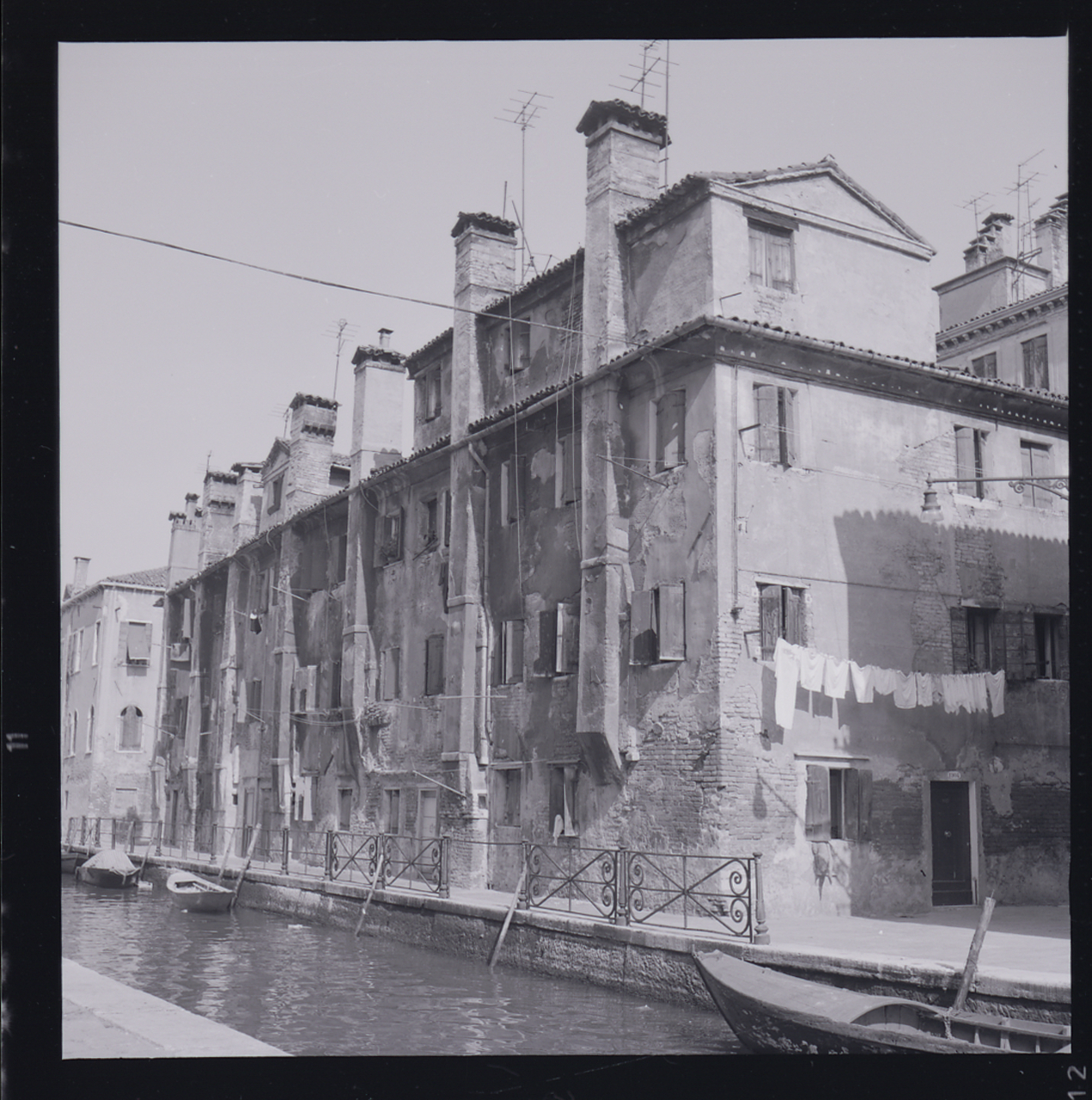
Photo par Paolo Monti.

## Situation
Ce rio longe :
- le fondamenta delle Burchielle sur son flanc sud ;
- le fondamenta della fabbrica dei Tabacchi sur son flanc nord.

## Ponts
Ce rio est traversé par deux ponts (d'ouest en est) :

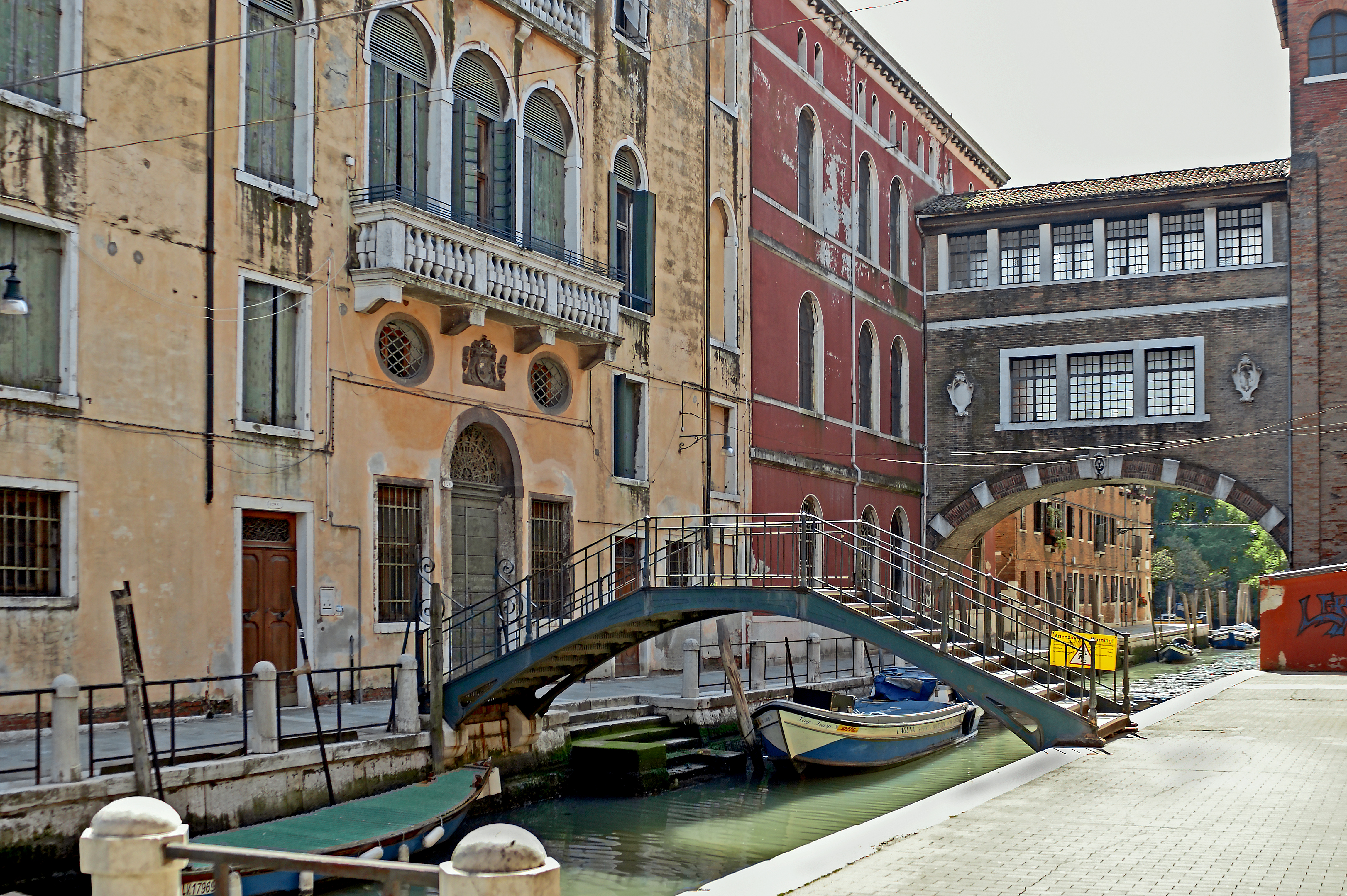
Ponte dei Tabacchi o delle Burchielle reliant les deux fondamente qui le longent
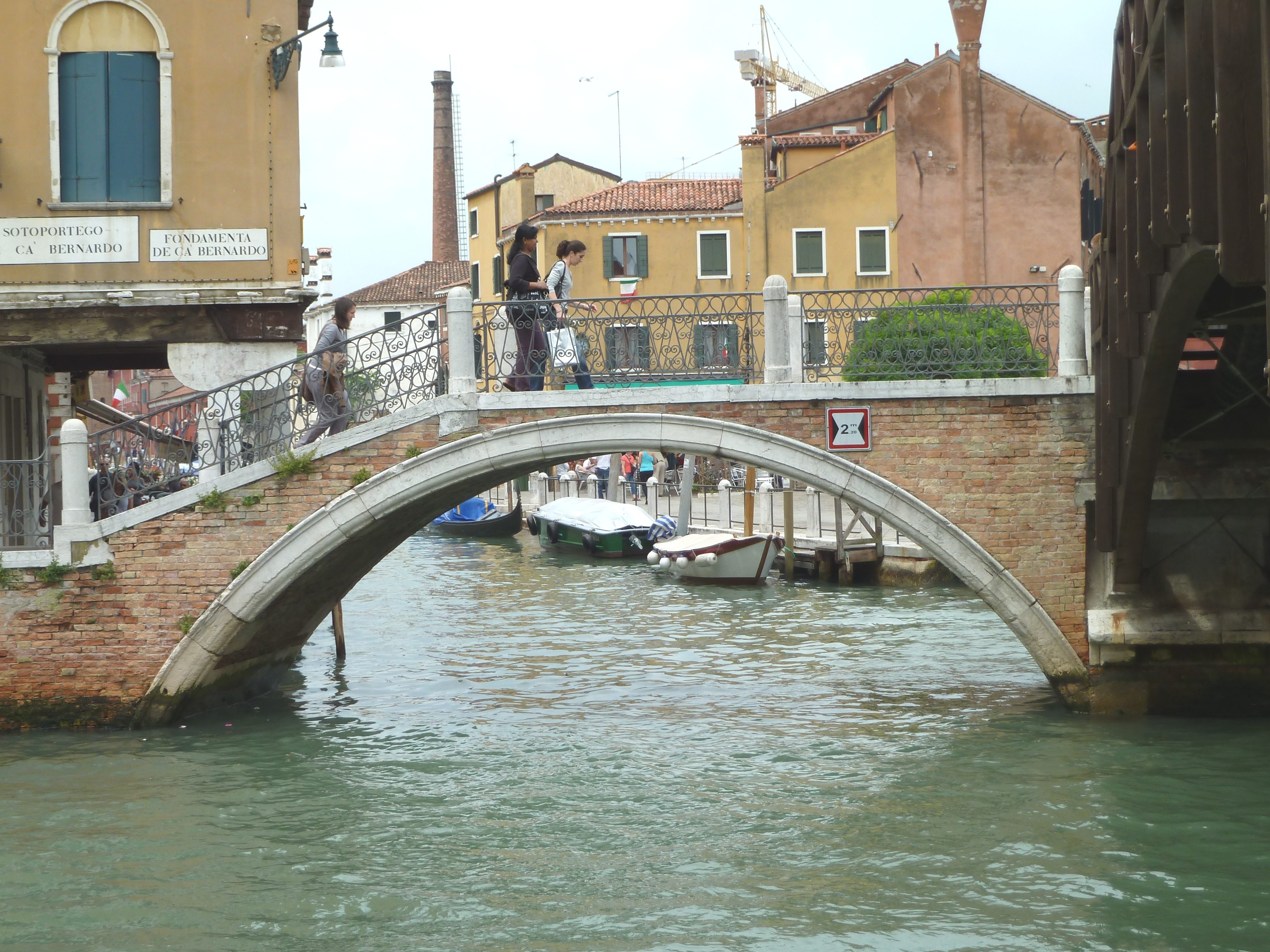
Ponte dei Tre Ponti reliant le fondamenta Cossetti au fondamenta del Pagan